# Sinobatis filicauda
Sinobatis filicauda — вид хрящевых рыб рода Sinobatis семейства нитерылых скатов отряда скатообразных. Обитают в тропических водах центрально-западной восточной части Тихого океана между  17° ю. ш.  и  25° ю. ш. Встречаются на глубине до 880 м. Их крупные, уплощённые грудные плавники образуют диск с широким вытянутым рылом, которое оканчивается заострённым выростом. Передние лопасти брюшных плавников имеют вид конечностей. Максимальная зарегистрированная длина 55 см. 

## Таксономия
Впервые вид был научно описан в 2008 году. Он был причислен к новому роду Sinobatis, описанному в той же работе и отделённому от рода нитерылых скатов. Видовой эпитет происходит от слова лат. filum — «нить» и лат. cauda — «хвост. Вид известен всего по 6 особям, назначенным типовыми экземплярами. 
Голотип представляет собой взрослого самца длиной 54,8 см и диском шириной 34,1 см, пойманного в водах  Квинсленда (22°56′ ю. ш. 154°24′ в. д.) на глубине 678—695 м. Паратипы: неполовозрелый самец длиной 38,6 см и диском шириной 19,5 см и самки длиной 10—50,8 см и диском шириной 3,5—36,8 см, пойманные в тех же водах на глубине 606—880. 

## Ареал
Эти глубоководные скаты обитают на ограниченной территории, площадью не более 15 500  кв. км у берегов Квинсленда, Западная Австралия. Встречаются на верхней части материкового склона на глубине от 606 до 880 м. 

## Описание
Широкие и плоские грудные плавники этих скатов образуют округлый широкий диск. Длина переднего края в 5,7—8,1 раз превышает ширину рта. Рыло вытянутое и заострённое. Кожа лишена чешуи. Спинные плавники отсутствуют. На вентральной стороне диска расположены 5 жаберных щелей, ноздри и рот.  Длина короткого хвоста от клоаки до кончика составляет 97 %—140 % длины диска. Дистальная часть хвоста латерально не расширена. Глаза крупные, их диаметр равен 17,1—9,6 длины рыла по горизонтали и 9,4—11.3 длины головы. Ширина хвоста у кончика в 0,7—1,1 раз меньше ширины в средней части. Количество лучей грудных плавников 71—75. Брюшные плавники среднего размера. Длина их передних долей составляет 14,8—16,2 % длины тела. На каждой челюсти имеется по 18—22 зубных рядов. Общее количество позвонков 155—182. Дорсальная поверхность окрашена в ровный коричнево-розовый цвет, вентральная поверхность бледная, полупрозрачная. Максимальная зарегистрированная длина 55 см. 

## Биология
Самцы достигают половой зрелости при длине около 55 см. Самый маленький изученный скат имел в длину 10 см и диск шириной 3,5 см.

## Взаимодействие с человеком
Эти скаты не являются объектом целевого лова. Возможно, они попадаются в качестве прилова при глубоководном тралении. В ареале ведётся очень незначительный глубоководный промысел. Международный союз охраны природы присвоил этому виду  охранный статус  «Вызывающий наименьшие опасения».